# Переписна область №21 (Манітоба)
Переписна область №21 (англ. Division No. 21) — переписна область в Канаді, у провінції Манітоба.

## Населення
За даними перепису 2016 року, переписна область нараховувала 21983 жителів, показавши зростання на 2,8%, порівняно з 2011-м роком. Середня густина населення становила 0,5 осіб/км².
З офіційних мов обидвома одночасно володіли 845 жителів, тільки англійською — 20 900, тільки французькою — 5, а 25 — жодною з них. Усього 2,875 осіб вважали рідною мовою не одну з офіційних, з них 2 135 — одну з корінних мов, а 120 — українську.
Працездатне населення становило 60,9% усього населення, рівень безробіття — 9,8% (11,6% серед чоловіків та 7,8% серед жінок). 91,1% були найманими працівниками, 6% — самозайнятими.
Середній дохід на особу становив $44 340 (медіана $34 220), при цьому для чоловіків — $51 242, а для жінок $37 491 (медіани — $41 974 та $29 478 відповідно).
25,8% мешканців мали закінчену шкільну освіту, не мали закінченої шкільної освіти — 31,9%, 42,2% мали післяшкільну освіту, з яких 27,4% мали диплом бакалавра, або вищий, 30 осіб мали вчений ступінь.
| Статево-вікова структура населення | Статево-вікова структура населення | Статево-вікова структура населення | Статево-вікова структура населення | Статево-вікова структура населення |
| ---------------------------------- | ---------------------------------- | ---------------------------------- | ---------------------------------- | ---------------------------------- |
|                                    |                                    |                                    |                                    |                                    |
| Всього                             | Всього                             | 50,1%49,9%                         |                                    |                                    |
| 0 — 14 років                       | 0 — 14 років                       |                                    | 23,7%                              | 23,7%                              |
| 15 — 64 років                      | 15 — 64 років                      |                                    | 63,9%                              | 63,9%                              |
| 65 і більше                        | 65 і більше                        |                                    | 12,4%                              | 12,4%                              |
| 85 і більше                        | 85 і більше                        |                                    | 1,1%                               | 1,1%                               |
| Середній вік (років)               | Середній вік (років)               | 36,136,5                           | 36,3                               | 36,3                               |
| Медіана (років)                    | Медіана (років)                    | 34,635,1                           | 34,8                               | 34,8                               |
| — чоловіки — жінки                 |                                    |                                    |                                    |                                    |

| Походження мешканців:     | Походження мешканців:     | Походження мешканців: | Походження мешканців: | Походження мешканців: |
| ------------------------- | ------------------------- | --------------------- | --------------------- | --------------------- |
| Походження                |                           |                       | осіб                  | %                     |
| Корінні американці        | Корінні американці        |                       | 11 050                | 51.66%                |
| Інше північноамериканське | Інше північноамериканське |                       | 4 465                 | 20.87%                |
| Європейське               | Європейське               |                       | 11 420                | 53.39%                |
| британське                | британське                |                       | 7 380                 | 34.5%                 |
| французьке                | французьке                |                       | 2 885                 | 13.49%                |
| українське                | українське                |                       | 2 585                 | 12.09%                |
| Карибське                 | Карибське                 |                       | 30                    | 0.14%                 |
| Латинськоамериканське     | Латинськоамериканське     |                       | 35                    | 0.16%                 |
| Африканське               | Африканське               |                       | 80                    | 0.37%                 |
| Азійське                  | Азійське                  |                       | 340                   | 1.59%                 |
| Океанійське               | Океанійське               |                       | 25                    | 0.12%                 |

| Зайнятість населення за галузями (за класифікацією NOC): | Зайнятість населення за галузями (за класифікацією NOC): | Зайнятість населення за галузями (за класифікацією NOC): | Зайнятість населення за галузями (за класифікацією NOC): | Зайнятість населення за галузями (за класифікацією NOC): |
| -------------------------------------------------------- | -------------------------------------------------------- | -------------------------------------------------------- | -------------------------------------------------------- | -------------------------------------------------------- |
|                                                          |                                                          |                                                          |                                                          |                                                          |
| Управління                                               | Управління                                               |                                                          | 8,4%                                                     | 8,4%                                                     |
| Бізнес, фінанси та адміністрування                       | Бізнес, фінанси та адміністрування                       |                                                          | 11,7%                                                    | 11,7%                                                    |
| Природничі та прикладні науки                            | Природничі та прикладні науки                            |                                                          | 3,7%                                                     | 3,7%                                                     |
| Охорона здоров'я                                         | Охорона здоров'я                                         |                                                          | 7,8%                                                     | 7,8%                                                     |
| Освіта, правозахист, муніципальні та урядові служби      | Освіта, правозахист, муніципальні та урядові служби      |                                                          | 17%                                                      | 17%                                                      |
| Мистецтво, культура, відпочинок та спорт                 | Мистецтво, культура, відпочинок та спорт                 |                                                          | 1,1%                                                     | 1,1%                                                     |
| Роздрібна торгівля та послуги                            | Роздрібна торгівля та послуги                            |                                                          | 23,1%                                                    | 23,1%                                                    |
| Гуртова торгівля, транспорт та обладнання                | Гуртова торгівля, транспорт та обладнання                |                                                          | 17,5%                                                    | 17,5%                                                    |
| Природні ресурси, сільське господарство                  | Природні ресурси, сільське господарство                  |                                                          | 6,4%                                                     | 6,4%                                                     |
| Виробництво                                              | Виробництво                                              |                                                          | 3,2%                                                     | 3,2%                                                     |

## Населені пункти
До переписної області входять місто Флін-Флон, містечка Ґранд-Репідс, Снов-Лейк, Де-Па, муніципалітет Кеслі, індіанські резервації Чемававін 2, Ґранд-Репідс 33, Оупескваєк 21A, Оупескваєк 21B, Оупескваєк 21C, Оупескваєк 21E, Оупескваєк 21I, Мус-Лейк 31A, а також хутори, інші малі населені пункти та розосереджені поселення.

## Клімат
Середня річна температура становить 0,5°C, середня максимальна – 21,8°C, а середня мінімальна – -25,7°C. Середня річна кількість опадів – 489 мм.
| Клімат поселення                              | Клімат поселення | Клімат поселення | Клімат поселення | Клімат поселення | Клімат поселення | Клімат поселення | Клімат поселення | Клімат поселення | Клімат поселення | Клімат поселення | Клімат поселення | Клімат поселення | Клімат поселення |
| Показник                                      | Січ.             | Лют.             | Бер.             | Квіт.            | Трав.            | Черв.            | Лип.             | Серп.            | Вер.             | Жовт.            | Лист.            | Груд.            |                  |
| Середній максимум, °C                         | −13,92           | −10,06           | −3,22            | 6,44             | 14,35            | 20,46            | 21,82            | 20,75            | 13,90            | 7,01             | −3,38            | −13,16           |                  |
| Середня температура, °C                       | −19,8            | −15,94           | −9,1             | 0,57             | 8,48             | 14,59            | 18,50            | 17,43            | 10,58            | 3,70             | −6,71            | −16,49           |                  |
| Середній мінімум, °C                          | −25,69           | −21,82           | −14,97           | −5,32            | 2,58             | 8,72             | 15,18            | 14,12            | 7,26             | 0,37             | −10,02           | −19,81           |                  |
| Норма опадів, мм                              | 17               | 13               | 24               | 23               | 44               | 74               | 73               | 69               | 62               | 41               | 27               | 22               |                  |
| Середньомісячна швидкість вітру, м/с          | 3.60             | 3.70             | 3.69             | 3.86             | 3.90             | 3.90             | 3.50             | 3.60             | 3.97             | 4.10             | 4.02             | 3.80             |                  |
| Середньомісячна сонячна радіація, кДж/м²·день | 3631             | 7270             | 12643            | 17655            | 20649            | 21489            | 21035            | 17512            | 11519            | 6560             | 3541             | 2659             |                  |
| --------------------------------------------- | ---------------- | ---------------- | ---------------- | ---------------- | ---------------- | ---------------- | ---------------- | ---------------- | ---------------- | ---------------- | ---------------- | ---------------- | ---------------- |
| Джерело:                                      |                  |                  |                  |                  |                  |                  |                  |                  |                  |                  |                  |                  |                  |